# Lembeek
Lembeek (Frans: Lembecq) is een deelgemeente van de stad Halle in de Belgische provincie Vlaams-Brabant. Lembeek is gelegen aan de Zenne en het Kanaal Charleroi-Brussel, vlak aan de taalgrens. 

## Geschiedenis
In de 12e eeuw was Lembeek om zijn strategische ligging een betwist gebied tussen de hertog van Brabant en de graaf van Henegouwen. In 1194 kwamen die tot een vergelijk: Lembeek werd neutraal gebied tussen beide landen.
In de 18e eeuw stimuleerde het Oostenrijks bewind de productie van jenever waar Lembeek van profiteerde omdat de uitvoer van drank en de invoer van grondstoffen vrijgesteld waren van accijns- en tolrechten. 
Tijdens de Tweede Wereldoorlog was Lembeek een kern van de verzetsstrijders. Jongeren smokkelden wapens over de grens met Halle en belangrijke vergaderingen vonden plaats in de diepe kelders van Lembeek.

## Geografie
Lembeek behoort tot de Brabantse Leemstreek. De bodem bestaat uit leem en is voor ongeveer 10% bebost. Er wordt nog wat aan landbouw gedaan (vooral teelt van suikerbieten, maïs en vlas).

## Bezienswaardigheden
- Brouwerij Boon, in de dorpskern worden volgens traditie bij brouwerij Boon Oude Geuze Boon en andere lambiekbieren gebrouwen.
- De neogotische Sint-Veronuskerk van het einde van de 19e eeuw. Het gotische koor is beschermd sinds 1947. Verder bevat de kerk een grafmonument uit de 16e eeuw van de Heilige Veronus van Lembeek (gestorven in 863).
- In het gehucht Hondzocht zijn 3 typische hoeves, waaronder het Hof Cottem, beschermd als monument. De omgeving van de hoeves is eveneens beschermd als dorpsgezicht.
- Het Kasteel van Lembeek dat vlak bij de kerk ligt. Het grootste deel hiervan is echter door Colruyt afgebroken. In het gedeelte dat er momenteel nog staat zijn de plaatselijke Chiro, pingpongclub en judoclub gevestigd.

## Natuur en landschap
Lembeek ligt op een hoogte van 32-127 meter. Het ligt aan de Zenne en aan het Kanaal Brussel-Charleroi. Aan de Zenne ligt het Kasteelpark. In het zuidoosten ligt het Lembeekbos en in het oosten het Maasdalbos. Dan is er nog het natuurgebied Berendries

## Demografische ontwikkeling
- Bronnen:NIS, Opm:1831 tot en met 1970=volkstellingen; 1976 = inwoneraantal op 31 december

## Politiek
Lijst van burgemeesters van Lembeek:
- Jean Baptiste Claes - burgemeester 1808-1816
- Baron Theodore Ghislain Nicolas de Giey (1771-1846) - burgemeester 1816-1825
- Charles François Claes - burgemeester 1825-1847
- Victor Ghislain Claes - burgemeester 1847-1861
- Paul Alexandre Marie Ghislain Claes (1818-1884) - burgemeester 1861-1879
- Leon Schoenmaker - burgemeester 1879-1885
- Edouard Nerinckx - burgemeester 1885-1891
- Louis Paul - burgemeester 1891-1896
- Paul Charles Gaspard Stevens (1844-1924) - burgemeester 1896-1911
- Dr. Hector Spitaels (1872-1959) - burgemeester 1912-1921
- Paul Charles Gaspard Stevens (1844-1924) - burgemeester 1921-1924
- Edgard Cuisenaire (1878-1960): - burgemeester 1924-1926
- Albert Nerinckx (1889-1969): - burgemeester 1926-1932
- Arthur Jean Pues (1898-1973): - burgemeester 1933-1970[2]
- Jozef Ghyssels - burgemeester 1970-1977 (fusie stad Halle)

## Economie
- Door de gunstige ligging op de industrieas Brussel-Charleroi is er industrie aanwezig.
- Het toponiem 'Lembeek' heeft mogelijk geleid tot de naam van de biersoort lambiek (ook wel lambik). Je vindt er momenteel nog een brouwerij die onder meer oude geuze steekt: Brouwerij Boon.

## Mobiliteit

### Openbaar vervoer
Het Station Lembeek is gelegen aan de spoorlijn 96 (Brussel-Bergen-Quévy). Het is een treinstation zonder loketten.

## Cultuur

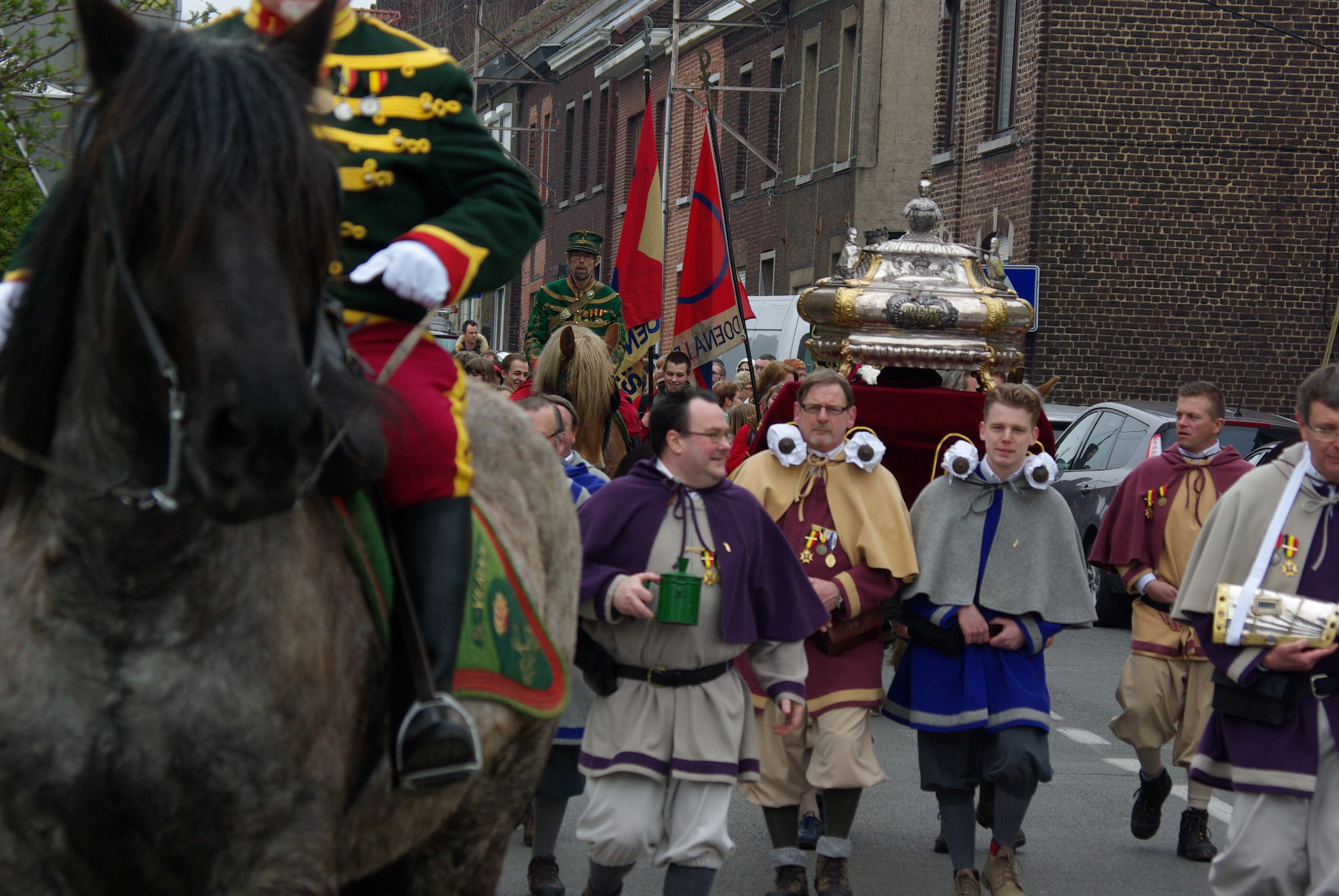
Sint-Veroonmars

### Evenementen
- Op paasmaandag is er de jaarlijkse Sint-Veroonmars, de enige soldatenprocessie in Vlaanderen.

### Muziekverenigingen
- Brassband Lembeek
- Brass Friends Lembeek
- Koninklijke Harmonie "Willen is Kunnen" Lembeek

## Sport

### Evenementen
- In 1986 werd hier het Wereldkampioenschap veldrijden georganiseerd op een zeer drassige omloop.

### Sportclubs
- KFC Avenir Lembeek (voetbal)
- judoclub Budo (judo)
- KTTC Halle (tafeltennis)
- Koninklijke Sint Veronus turnkring (turnen)
- STV Lembeek VZW (tennis)
- Ballerino VZW (dans)
- De Krekels (wandelen)

## Nabijgelegen kernen
Halle, Saintes, Tubize